# Mur pélasgique (Acropole)
L'ancien mur de pierre situé à l'ouest de l'acropole d'Athènes est connu sous le nom de mur pélasgique (en grec moderne : Πελασγικό τείχος), Pélargicon ou mur des Pélasges, dont les vestiges subsistent de nos jours et dont la construction était attribuée dans l'Antiquité aux Pélasges.

## Histoire
Entre 1 300-1 200 av. J.-C selon les données archéologiques, on observe une importante activité de construction sur l'Acropole. Un mur de 6 m d'épaisseur et de dimensions imposantes, entourait le sommet du rocher, afin de le protéger des incursions des tribus hostiles. Le complexe comprenait également une source située dans une crevasse de la roche sur le côté nord de l'Acropole. Le volume impressionnant et le caractère monumental du mur le rattachent à l'architecture cyclopéenne. La maçonnerie particulièrement élaborée et les similitudes structurelles conduisent à l'hypothèse que ses constructeurs pourraient avoir été identiques à ceux des murs des citadelles des grands centres mycéniens de la Grèce continentale. La plus grande partie qui subsiste se trouve à l'est du futur temple d'Athéna Nikè, sur le site duquel se trouvait alors une imposante tour, tandis que d'autres vestiges sont conservés au sud-ouest du Parthénon, dans le sous-sol de l'ancien musée de l'Acropole.

## Témoignages de l'antiquité
La Chronique de Paros (Χρονικὸν Πάριον), mentionne que les Athéniens avaient expulsé les Pisistratides du mur pélasgique.
Inscription sur la Chronique de Paros, : 
| 45. ΑΦ’ ΟΥ ΑΡΜΟΔΙΟΣ ΚΑΙ [ΑΡΙΣΤΟΓΕ]ΙΤΩΝ ΑΠΕΚΤΕ[ΙΝΑΝ ΙΠΠΑ]ΡΧΟΝ ΠΕΙΣΙΣΤΡΑΤΟΥ Δ[ΙΑ]Δ[ΟΧ]ΟΝ, ΚΑΙ ΑΘΗΝΑΙΟΙ [ΕΞΑΝΕΣΤ]ΗΣΑΝ ΤΟΥΣ :ΠΕΙΣΙΣΤΡΑΤΙΔΑΣ ΕΚ Τ[ΟΥ Π]ΕΛΑΣΓΙΚΟΥ ΤΕΙΧΟΥΣ, ΕΤΗ ΗΗΔΔΔΔΠΙΙΙ, ΑΡΧΟΝΤΟΣ ΑΘΗΝΗΣΙΝ Α[Ρ]Π[ΑΚ]-[ΤΙΔΟΥ].                     |
| Transcription 45.59c ἀφ’ οὗ Ἁρμόδιος καὶ [Ἀριστογε]ίτων ἀπέκτε[ιναν] 60 [Ἵππα]ρχον Πεισιστράτου [διά]δ[οχ]ον καὶ Ἀθηναῖοι [ἐξανέστ]ησαν τοὺς Πεισιστρατίδας ἐκ [τοῦ Π]ελασγι[κ]οῦ τείχους, ἔτη ΗΗΔΔΔΔΙΙΙ, ἄρχοντος Ἀθήνησιν Ἁ[ρ]π[ακ]-[τίδου] |
| Traduction Lorsqu'Harmodios et Aristogiton (assassinèrent Hipparque), le successeur de Pisistrate, et que les Athéniens chassèrent les Pisistratides du mur pélasgique, en l'an 248, alors qu'Arpaktides était archonte d'Athènes.            |

### Hérodote
Hérodote,rapporte qu'avant l'expulsion des Pélasges de l'Attique, les terres situées sous le mont Hymette leur avaient été données comme lieu de résidence en échange du mur qui avait été construit autour de l'Acropole.

### Thucydide
L'historien Thucydide en fait mention dans son Histoire de la guerre du Péloponnèse :  
[17.1] ... τό τε Πελαργικὸν καλούμενον τὸ ὑπὸ τὴν ἀκρόπολιν, ὃ καὶ ἐπάρατόν τε ἦν μὴ οἰκεῖν καί τι καὶ Πυθικοῦ μαντείου :ἀκροτελεύτιον τοιόνδε διεκώλυε, λέγον ὡς ’τὸ Πελαργικὸν ἀργὸν ἄμεινον,’ ὅμως ὑπὸ τῆς παραχρῆμα ἀνάγκης ἐξῳκήθη.

Traduction : Au pied de l'Acropole s'étendait le Pélargikon. Il était interdit sous peine de malédiction de l'habiter, défense aggravée encore par la fin de vers de l'oracle de Delphes : Mieux vaut que Pélargikon reste inoccupé. Néanmoins, en raison de la nécessité pressante, on y logea du monde.
Remarque : Chez Thucydide et Aristophane dans les Oiseaux vers 832,on a l'utilisation "Pela(r)gikon" (Πελα(ρ)γικόν) dans le texte grec avec un (r ou ρ), "mur ou lieu des cigognes", cependant Πελασγικὸν (Pela(s)gikon) avec (s ou σ) reste la forme la plus ancienne. Ici malgré le jeu de mots ils font référence à la ligne de mur au pied ouest de l'Acropole.